# Via Cernaia
La Via Cernaia est l'une des plus importantes rues du centre historique de Turin, créée après la guerre de Crimée où l'armée sarde s'est illustrée à la bataille de la Tchernaïa.

## Histoire et description de la Via Cernaia
Le projet de donner a une des principales rues de Turin ce nom a été énoncé dès le traité de paix de Paris qui finit la guerre de Crimée. Cependant beaucoup de gens restaient sceptiques, car le nom russe Tchernaia qui signifie « noir » semblait pratiquement imprononçable. Finalement on résolut le problème en italianisant le nom russe en Cernaia, dont la sonorité ressemble le plus possible au nom d'origine.
La rue, en grande partie sous portiques comme les rues turinoises du XIXe siècle, va de la Piazza XVIII Dicembre à la Piazza Solferino, reliant ainsi la gare de Torino Porta Susa au Théâtre Alfieri. Elle rejoint la Via Pietro Micca qui mène à la place principale de Turin : la Piazza Castello.
Le long de cette rue sont visibles deux grandes statues du sculpteur Giuseppe Cassano, dédiées à deux personnalités importantes de l'histoire turinoise : Alessandro Ferrero della Marmora et Pietro Micca. La première s'élève dans un petit jardin ombragé de majestueux arbres plantés au XIXe siècle. Elle date de 1867. La seconde, à l'angle du Corso Galileo Ferraris et de la via Cernaia a été érigée en 1864. Chaque année, en commémoration de l'assaut de Turin par les Français, le 7 septembre 1706, est déposée à sa base une couronne de fleurs.

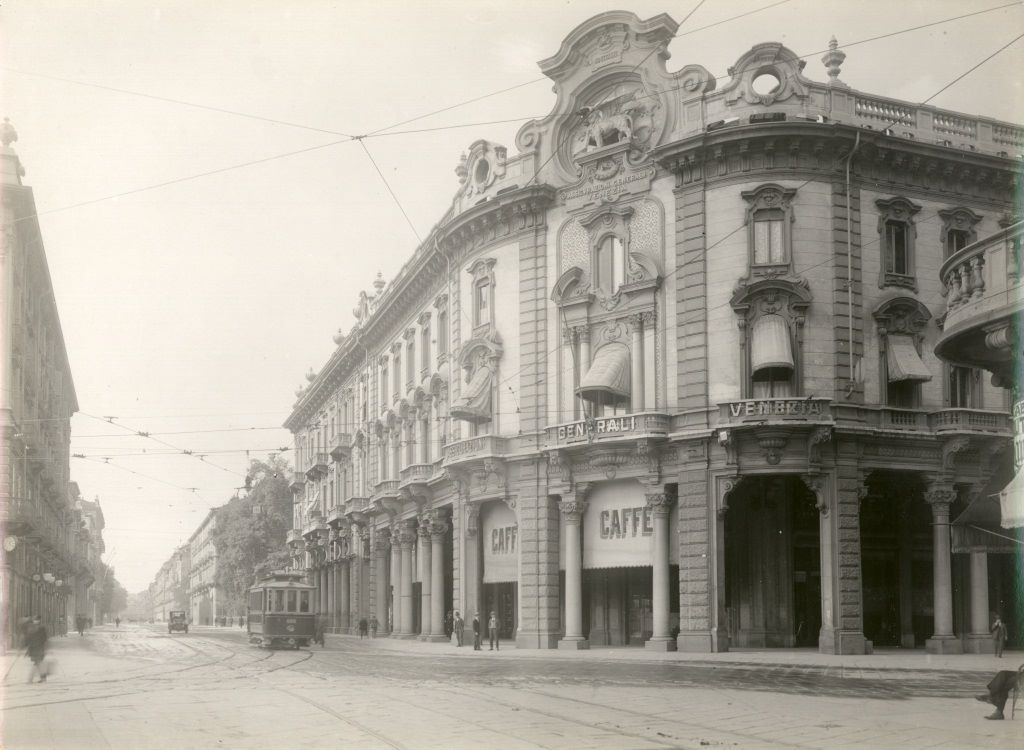

En 1900, le siège de la Corda Fratres – Fédération internationale des étudiants, se trouvait au numéro 44 de la Via Cernaia.

## Bâtiments remarquables dans la via Cernaia
- La grande caserne de carabiniers Cernaia, un bâtiment austère, élevé en 1864 sur un terrain auparavant occupé par l'ancienne citadelle, et qui n'a pas beaucoup changé depuis.
- Le Palazzo RAI, construit en 1968 qui est un des rares bâtiments de style gratte-ciel à Turin.
- Le Maschio, centre névralgique du système défensif de la citadelle de Turin (it).

## Source
- (it) Cet article est partiellement ou en totalité issu de l’article de Wikipédia en italien intitulé « Via Cernaia » (voir la liste des auteurs).